# Ekonomická transformace Česka
Ekonomická transformace v České republice probíhala po Sametové revoluci mezi roky 1990–1995. Předním ekonomem, který transformaci z pozice federálního ministra financí a pozdějšího předsedy české vlády prováděl, byl Václav Klaus. Její hlavní myšlenkou bylo vytvoření svobody obchodování a soukromého sektoru, přechod od centrálně plánované ekonomiky k ekonomice tržní. Hlavními součástmi procesu byla malá privatizace, velká privatizace, kupónová privatizace a restituční proces, ale i otevření zahraničního trhu orientovaného na západ.

## Výchozí podmínky privatizace
Cílem transformace bylo vytvořit konkurenceschopnou ekonomiku vůči státům jako je například USA a Japonsko. Situace v Československu byla odlišná od ostatních postkomunistických zemí. Mezi výhody Československa patřil poměrně výkonný průmysl, plná zaměstnanost, nejnižší zadluženost z postkomunistických států a dlouholetá tradice monetární politiky.

## Spor o podobu ekonomické transformace
Z diskuze o podobě ekonomické transformace vyplynula nadřazenost soukromého vlastnictví nad státním vlastnictvím, které nemůže efektivně fungovat bez kapitálových trhů a trhu práce, zboží a služeb. Je nutné rozbít bývalé státní monopoly a tím vytvořit konkurenční prostředí. V rámci diskuze se zformovaly tři hlavní názorové ekonomické proudy. Prvním je proud liberální, který požaduje omezení zásahu státu do ekonomiky a plošnou a rychlou privatizaci. Představiteli tohoto proudu byli například Václav Klaus a Tomáš Ježek. Zastánci druhého proudu požadují tržní hospodářství s možnými zásahy státu a v případě privatizace volí pomalejší cestu. Představiteli jsou například Miloš Zeman a Valtr Komárek. Třetí proud ekonomů prosazoval reformu stávajícího systému centrálně plánované ekonomiky. Chtěli propojit socialismus s kapitalismem. Hlavním představitelem byl Ota Šik.

## Výsledný scénář transformace
Schválený scénář byl dílem ekonomů ze skupiny Václava Klause. Cílem transformace byla stanovena tržní ekonomika s minimálními zásahy státu, tohoto cíle mělo být dosaženo tzv. šokovou terapií. Makroekonomickou prioritou v procesu transformace bylo především zabránění nárůstu inflace. Dalším bodem scénáře byl hromadný přesun státního majetku do soukromého vlastnictví formou malé, částečné, velké privatizace. Neméně důležitým bodem tohoto scénáře je volná tvorba cen a zavedení vnitřní směnitelnosti měny v souladu s mezinárodním měnovým fondem.

## Realizace privatizačních procesů

### Malá privatizace
Primárním cílem tohoto procesu byl přímý prodej menších podniků z oblasti obchodu a služeb do soukromého vlastnictví. Forma prodeje byla povětšinou veřejná dražba, která měla zajistit co největší účast široké veřejnosti. Upřednostňováni byli převážně zájemci z Československa. Tato forma privatizace byla veřejností přijata jako nejspravedlivější.

### Velká privatizace
Tato forma privatizace byla zaměřena na převod majetku ve vlastnictví státu do vlastnictví právnických a fyzických osob, jak československých, tak zahraničních. Předmětem převodu byl většinou majetek celého podniku, případně jeho část. Majetek sebou nesl kromě finančních prostředků, práv a hodnot také jeho finanční závazky a pohledávky. Za závazky nových vlastníků ručil nově zřízený Fond národního majetku. Možnosti nabytí státního majetku byly veřejná dražba, veřejná soutěž, přímý prodej nebo kuponová metoda privatizace.

### Kuponová privatizace
Kuponová privatizace je specifikem české ekonomické transformace a byla navrhnuta z důvodu absence domácího kapitálu. Cílem bylo dát všem možnost zapojit se do kapitálového trhu, a zároveň urychlení transformačního procesu. Principem byla směna investičních kuponů za majetek spravovaný Fondem národního majetku. Tzv. kuponová knížka byla za symbolický poplatek, který neodpovídal reálně ceně akcií. Občan mohl investovat individuální formou nebo pomocí investičních fondů. I přes některé negativní důsledky této formy privatizace ji její tvůrci stále hodnotí kladně, a to zejména tehdejší federální ministr financí Václav Klaus.

## Zhodnocení transformace v ČR
Mezi jednoznačná pozitiva patří obnovení soukromého vlastnictví a rozvoje služeb. Díky rozvoji služeb se vytvořily nové pracovní podmínky a tím i forma snižování nezaměstnanosti. S odstupem času se restriktivní opatření, které mělo dosáhnout makroekonomické stabilizace, ukázalo jako problematické, protože zapříčinilo ztrátu dynamiky hospodářského růstu.